# Milan Mihelič
Milan Mihelič, slovenski arhitekt in urbanist, akademik  * 20. julij 1925, Dolenji Lazi pri Ribnici, † 13. februar 2021, Ljubljana
Rodil se je očetu železniškemu delavcu Francu in materi Jožefi (roj. Novinec). Velja za enega vodilnih predstavnikov Ljubljanske šole za arhitekturo v drugi polovici 20. stoletja. Po vojni je krajši čas (1947/48) študiral arhitekturo v Pragi. Za tem je bil učenec Edvarda Ravnikarja, ki mu je po diplomi leta 1954 s posameznimi arhitekturami kmalu enakovredno stopil ob bok. Odlikujejo ga premišljen izbor izčiščenih tlorisov, do oblikovalske popolnosti izbrušeni detajli in natančnost načrtovanja od prvih risb do končne izvedbe. Njegove izvedbe so vrhunec industrijske proizvodnje posameznih materialov in gradbenih elementov.  
Mihelič je soavtor dela osrednjega objekta A, avtor paviljonov B in C na Gospodarskem razstavišču. Načrtoval je samo delno uresničen kompleks stolpnic Bavarskega dvora z Mednarodno telefonsko centralo in stolpnico nekdanje SCT. Je arhitekt stanovanjskih stolpnic v Savskem naselju (skupaj z I. Arnautovićem), v Jakšičevi ulici in dveh v Kersnikovi ulici v Ljubljani. Po njegovih načrtih so sezidali sodobni veleblagovnici v Osijeku in Novem Sadu in stanovanjske stolpnice v Vukovarju. Zasnoval je več individualnih stanovanjskih hiš: lastno atrijsko hišo, hišo B. v Podutiku, hiše v Šempetru pri Novi Gorici, počitniško domovanje v Fiesi, hišo N. v Godešiču. Je avtor ene izmed najbolj kakovostnih arhitektur sodobnih slovenskih cerkva, župnijske cerkve Sv. Duha v Stožicah (1990-1994) v Ljubljani. Ukvarjal se je tudi s prenovo hiš v srednjeveški Ljubljani (Gornji trg) in dopolnil stavbo inštituta ZRC SAZU. Izrisal je novo postavitev Herkulovega vodnjaka pred tem inštitutom. Dve monografiji o njegovem umetniškem delu je napisal Stane Bernik. Mimo njegovih pretehtanih arhitekturnih del ne more noben pregled slovenske arhitekture druge polovice 20. stoletja.   
Leta 2014 so mu, pred njegovo devetdesetletnico, pripravili manjšo pregledno razstavo v Ribnici. Njegove arhitekture so bile vključene v veliko razstavo jugoslovanske arhitekture in oblikovanja: Toward a Concrete Utopia: Architecture in Yugoslavia,  v Momi v New Yorku 2018/19.  
Milan Mihelič je bil najmlajši brat slikarja Franceta Miheliča. Drugi brat je bil pedagog Stane Mihelič. Gimnazijska leta je preživel v Ljubljani. Med vojno se je pridružil partizanom. Živel je v Sloveniji, delal pa je po vsej tedanji državi.   

## Nagrade in priznanja
- Prešernova nagrada 1959, z Brankom Simčičem in Ilijo Arnautovićem
- nagrada časnika Borba za arhitekturo, 1967
- Nagrada Prešernovega sklada, 1968 - za razstavne paviljone na Gospodarskem razstavišču v Ljubljani ter veleblagovnico SUPERMARKET v Osijeku
- Prešernova nagrada, 1976 - za dosežke na področju arhitekture
- 1981 izredni (dopisni) član, 1987 redni član SAZU
- 2006 – častni član ZAPS (Zbornica za arhitekturo in prostor Slovenije)
- 2008 – Plečnikova medalja za arhitekturni (življenjski) opus